# سالنامه سلطنتی فرانک
سالنامه سلطنتی فرانک (انگلیسی: Royal Frankish Annals) مجموعه‌ای از سالنامه‌هایی هستند که به زبان لاتین در دودمان کارولنژی امپراتوری فرانک ساخته شده‌اند و سال به سال وضعیت سلطنت را از سال ۷۴۱ و مرگ شارل مارتل تا ۸۲۹ (آغاز بحران لوئی یکم) ثبت می‌کنند.